# Ojrotse Autonome Oblast
De Ojrotse Autonome Oblast (Russisch: Ойротская автономная область, Ojrotskaja avtonomnaja oblast) was een autonome oblast binnen de kraj Altaj van de Sovjet-Unie, vernoemd naar de eigenbenaming van de Altaj (Ojrot), die werd geformeerd uit het gouvernement Altaj op 1 juni 1922. Nadat het nationalisme van de Altai werd onderdrukt en hun beweging werd beschuldigd pro-Japans te zijn tijdens de Tweede Wereldoorlog, werd de naam op 7 januari 1948 veranderd naar Gorno-Altajse Autonome Oblast. In 1992 ontstond hieruit uiteindelijk de autonome republiek Altaj.